# J1 League
J. League Division 1 er den bedste fodboldrække i Japans fodboldsystem. Rækkens vinder kåres til Japansk mester i fodbold. De 3 bedste hold bliver kvalificeret til den Asiatiske Champions League. De to dårligste hold rykker ned til J2 League.
Ligaen blev oprettet som erstatning for Japan Soccer League i 1992.

## Format
Ligaen består af 18 hold. Sæsonen består af 34 kampe, hvor alle holder møder alle andre ude og hjemme. En sejr giver 3 point, mens en uafgjort giver 1 point.
Hvis holdene har lige mange point efter 34 kampe, vil mesterskabet blive afgjort af følgende
1) Mål-forskel
2) Flest mål scoret i løbet af sæsonen
3) Resultaterne i interne kampe
4) Antal gule og røde kort
Hvis alle disse parametre stadig er uafgjort, vil placeringen blive afgjort ved lodtrækning. Hvis der er tale om 1. og 2. pladsen vil begge klubber blive Japanske mestre. Det er dog aldrig sket.

## 2010
- Kashima Antlers
- Kawasaki Frontale
- Gamba Osaka
- Sanfrecce Hiroshima
- Tokyo
- Urawa Red Diamonds
- Shimizu S-Pulse
- Albirex Niigata
- Nagoya Grampus Eight
- Yokohama F. Marinos
- Júbilo Iwata
- Kyoto Sanga
- Omiya Ardija
- Vissel Kobe
- Montedio Yamagata
- Vegalta Sendai
- Cerezo Osaka
- Shonan Bellmare

## Resultater
| J. League Division 1 1993-2009 | J. League Division 1 1993-2009 |
| Sæson                          | Mestre                         |
| ------------------------------ | ------------------------------ |
| 1993                           | Verdy Kawasaki                 |
| 1994                           | Verdy Kawasaki                 |
| 1995                           | Yokohama Marinos               |
| 1996                           | Kashima Antlers                |
| 1997                           | Júbilo Iwata                   |
| 1998                           | Kashima Antlers                |
| 1999                           | Júbilo Iwata                   |
| 2000                           | Kashima Antlers                |
| 2001                           | Kashima Antlers                |
| 2002                           | Júbilo Iwata                   |
| 2003                           | Yokohama F. Marinos            |
| 2004                           | Yokohama F. Marinos            |
| 2005                           | Gamba Osaka                    |
| 2006                           | Urawa Red Diamonds             |
| 2007                           | Kashima Antlers                |
| 2008                           | Kashima Antlers                |
| 2009                           | Kashima Antlers                |
| 2010                           | Nagoya Grampus                 |